# ق (سوره)
سوره ق (خوانده می‌شود: قاف) سوره ۵۰ از قرآن است، ۴۵ آیه دارد و سوره‌ای مکی است. محتوای این سوره بیشتر پیرامون مسئله معاد است. اشاره به حوادث پایان جهان، روز قیامت و انتقال به جهانی دیگر از موضوعاتی است که در این سوره به آن‌ها پرداخته شده‌است.
ذکر عظمت قرآن و دستورهایی در مورد یاد خدا از مباحث دیگر سوره‌است.